# Mila Al Zahrani
Pour les articles homonymes, voir Al Zahrani.
Mila Al Zahrani (en arabe : ميلا الزهراني), née le 22 avril 1988 à Riyad (Arabie saoudite), est une actrice saoudienne, également  mannequin.

## Biographie

### Enfance et formation
Elle est née le 22 avril 1988.
Elle suit une formation en informatique. 

### Carrière
Elle commence à jouer dans Boxing Girls, produite par MBC.

## Filmographie partielle

### Au cinéma
- 2019 :  The Perfect Candidate  : Dr. Maryam Alsafan
- 2023 : Cello  : Sara
- Hobal  : Sarra (en cours de production)

### À la télévision

#### Séries télévisées
- 2019 :  Asouf  : Amal (1 épisode)
- 2020 :  Boxing Girls  (30 épisodes)
- 2021 :  Funduq Al Aqdar (The Fates Hotel) : Hadeel (2020) (8 épisodes)
- 2022 :  Faqad  : Sara
- 2023 :  London Class  : Asla (27 épisodes)
- 2023 :  Safar Barlek8  (1 épisode)

## Récompenses et distinctions
- 2022 : Nomination au prix de la meilleure actrice asiatique au Septimius Award pour Funduq Al Aqdar

- (en) Mila Al-Zahrani: Awards, sur l'Internet Movie Database